# BRP Lolinato To-ong
Le BRP Lolinato To-ong (PG-902) est le deuxième navire des canonnières de patrouille de classe Acero de la marine philippine. Il a été mis en service dans la marine philippine le 28 novembre 2022 et il est actuellement en service actif dans la force de combat littorale de la flotte philippine.
Il est nommé en hommage au First lieutenant Lolinato To-ong, PN (Marines), un officier du Corps des Marines des Philippines, récipiendaire à titre posthume de la plus haute distinction militaire des Philippines pour courage, la Médaille de la bravoure des forces armées des Philippines. Le premier lieutenant To-ong a servi dans la 52e compagnie de Marines du bataillon de reconnaissance de la Force lors de la campagne de l'année 2000 contre le Front Moro islamique de libération. Lors d’une opération militaire à Matanog, province de Maguindanao, alors qu’ils effectuaient des tirs de suppression pour couvrir l’évacuation sanitaire de leurs camarades Marines blessés, To-ong et le Marine Domingo Deluana ont eux-mêmes été blessés. Malgré leurs blessures, ils ont continué à manœuvrer et à fournir des tirs de couverture jusqu’à ce qu’une explosion de RPG les frappe. To-ong et Deluana ont été tués au combat.

## Historique
En 2019, la marine philippine a décidé l’acquisition d’une nouvelle classe de patrouilleurs côtiers (CPIC) capables d’être équipées de missiles et basées sur la conception israélienne classe Shaldag V, pour remplacer les navires d’attaque rapide de classe Tomas Batillo qui ont été retirées du service,.
Un contrat a été signé entre le Ministère de la Défense nationale, Israel Shipyards Ltd. et le ministère de la Défense israélien le 9 février 2021, et l’avis de procéder a été publié le 27 avril 2021,.
Le Lolinato To-ong (PG-902), deuxième bateau de la classe, a été lancé le 26 juin 2022,. Il est arrivé aux Philippines avec son sister-ship le BRP Nestor Acero (PG-901) au début du mois de septembre 2022, et a été baptisé le 6 septembre 2022,. Les deux navires ont été mis en service par la marine philippine le 28 novembre 2022 et ont été affectés à la Force de combat littorale,. Ce sont les deux premiers navires livrés et mis en service sur les neuf premiers navires d’interdiction d’attaque rapide commandés par la marine philippine dans le cadre de ce projet.
L’utilisation de « PG » dans le numéro de coque indique que les bateaux sont classés comme des canonnières de patrouille, sur la base des normes de classification de dénomination de 2016 de la marine philippine.

## Conception
Cette classe de navires a été conçue pour transporter un canon mitrailleur Mk44 Bushmaster II monté à l’avant, sur la tourelle télécommandée Rafael Typhoon Mk 30-C, et deux mitrailleuses lourdes Browning M2HB de 12,7 × 99 mm OTAN (calibre .50) montées sur des tourelleaux télécommandés Rafael Mini Typhoon.
C’est également l’un des rares navires de la classe à ne pas disposer lors de sa mise en service d’un lanceur de missiles Rafael Typhoon MLS-NLOS pour les missiles sol-sol Spike-NLOS, bien que le bateau ait été équipé pour ce lanceur de missiles. Il est prévu d’intégrer une telle arme à l’avenir.

## Engagements
En août 2024, le BRP Lolinato To-ong et le BRP Gener Tinangag ont été déployés à Tawi-Tawi, une des îles les plus méridionales du pays. Les voies navigables de Tawi-Tawi ayant été utilisées par des navires de guerre et des garde-côtes chinois pour des transits entre la première et la deuxième chaîne d’îles au cours des mois précédents, la marine philippine a renforcé sa présence en mer de Chine méridionale par le déploiement de quatre patrouilleurs et d’un nouveau bataillon de Marines axé sur les opérations littorales. Le commandement régional a également été réorganisé en une nouvelle force opérationnelle interarmées axée sur la défense territoriale. Les canonnières de patrouille de classe Acero et les navires de patrouille américains de classe Cyclone récemment livrés à la marine philippine sont apparus au détachement naval de la baie d'Ulugan dans l’ouest de Palawan, la principale base du service pour les opérations en mer de Chine méridionale. Il s’agit des BRP Gener Tinangag' (PG-903), BRP Lolinato To-ong (PG-902), BRP Valentin Diaz (PS-177) et BRP Ladislao Diwa (PS-178). Les quatre navires ont été achetés dans le cadre du programme de modernisation des forces armées des Philippines ou donnés par les États-Unis.